# Ricorso straordinario per errore materiale o di fatto
Il ricorso straordinario per errore materiale o di fatto è un istituto giuridico del diritto processuale penale italiano.
Previsto dall'art. 625-bis del c.p.p., introdotto con la riforma del 2001, è una forma straordinaria d'impugnazione relativa a particolari tipi di errore che sono presenti nella sentenze della Corte di cassazione.
Gli errori possono essere di due tipi: l'errore materiale e l'errore di fatto.

## Errore materiale ed errore di fatto
Gli errori materiali possono essere corretti su richiesta del condannato o del procuratore generale, senza limiti di tempo, e sono errori che riguardano l'estrinsecazione materiale di un giudizio completamente diverso dalla volontà dell'organo giudicante: il caso di scuola è l'errore di calcolo, l'errore di scrittura o qualsiasi altro errore che porta il giudice a comunicare ciò che in realtà non vuole.
Gli errori di fatto sono più complessi: la volontà del giudice è estrinsecata correttamente, ma è alla radice fuorviata da un errore di percezione. Nel caso di errore di fatto, il ricorso straordinario diviene una vera e propria forma di impugnazione più che una richiesta di correzione, ed è infatti vincolata anche a un limite temporale di 180 giorni (limite piuttosto controverso per quanto riguarda il dies a quo visto che il condannato non è avvertito della sentenza emessa).
L'errore di fatto deve comunque riguardare un fatto o un atto dimenticati o fuorviati, ma non valutati. 
Cosa diversa è l'errore di valutazione, anche sotto il profilo giuridico. Infatti, l'errore valutativo (error iuris) non è impugnabile mai, poiché la Cassazione è tenuta a emettere sentenze inoppugnabili per questioni di diritto per la sua funzione di chiusura e nomofilattica del diritto. 
L'unico errore ricorribile è quindi quello di tipo percettivo e non valutativo. 
Non è ammessa, attraverso questo strumento, la reformatio in peius. La norma di cui all'art. 625-bis c.p.p. è considerata unanimemente come una norma di tipo eccezionale non applicabile in via analogica.